# Newton W. Gilbert
Newton W. Gilbert (ur. 24 maja 1861 w Worthington w Ohio, zm. 5 lipca 1939 w Santa Ana w Kalifornii) – amerykański urzędnik i polityk, gubernator-porucznik Indiany, członek Izby Reprezentantów, a następnie pełniący obowiązki gubernatora generalnego Filipin.